# Flirtea militaris
Flirtea militaris is een hooiwagen uit de familie Cosmetidae.